# Platalearostrum hoekmani
Il platalearostro (Platalearostrum hoekmani) è un cetaceo estinto, appartenente ai delfinidi. Visse tra il Pliocene superiore e il Pleistocene inferiore (circa 3 - 1 milioni di anni fa) e i suoi resti fossili sono stati ritrovati nei Paesi Bassi.

## Descrizione
Questo cetaceo è noto per un cranio parziale ma ben conservato, molto simile a quello degli attuali globicefali (gen. Globicephala); come questi ultimi, Platalearostrum possedeva un rostro molto corto e largo, con un'area dorsale rugosa che sicuramente era utile come punto di ancoraggio per i muscoli; la forma delle ossa era particolarmente allargata (da qui il nome Platalearostrum, ovvero "rostro simile a una spatola"), e si suppone che queste ossa potessero ospitare un grande melone ancor più ampio di quello dei globicefali, che si estendeva probabilmente ben oltre il rostro.

## Classificazione
Platalearostrum è un membro dei delfinidi, e in particolare è considerato un membro della sottofamiglia Globicephalinae, comprendente le cosiddette balene pilota (gen. Globicephala); sembra che Platalearostrum abbia portato all'estremo le specializzazioni craniche di questi animali.
Platalearostrum hoekmani venne descritto per la prima volta nel 2010 da Post e Kompanje, sulla base di un cranio parziale ritrovato durante operazioni di dragaggio nel Mare del Nord, nei Paesi Bassi.